# Mytilinidiaceae
Mytilinidiaceae is een botanische naam van een familie van schimmels. Het typegeslacht is Mytilinidion.

## Geslachten
De familie bestaat uit de volgende negen geslachten (peildatum december 2022): 
- Camaroglobulus
- Lophium
- Mytilinidion
- Ostreichnion
- Ostreola
- Peyronelia
- Quasiconcha
- Taeniolella
- Zoggium